# Wiktor Alexandrowitsch Brumberg
Wiktor Alexandrowitsch Brumberg (russisch Виктор Александрович Брумберг, wiss. Transliteration Viktor Aleksandrovič Brumberg; * 1933) ist ein russischer Physiker und Astronom. Er arbeitet als Professor am Institut für angewandte Astronomie der Russischen Akademie der Wissenschaften in Sankt Petersburg. Er ist bekannt für seine Arbeiten über Ephemeriden und Himmelsmechanik.
Er war Gastprofessor an der Technischen Universität Darmstadt.
Brumberg ist Mitglied eines wissenschaftlichen Komitees der Kommission 4 für Ephemeriden der Internationalen Astronomischen Union. 1993 wurde er zum Mitglied der Academia Europaea gewählt.
1997 wurde der Asteroid (4916) Brumberg nach ihm benannt.

## Veröffentlichungen
- V. A. Brumberg: Essential Relativistic Celestial Mechanics. Adam Hilger, London 1991, ISBN 0-7503-0062-0.
- V. A Brumberg: Analytical Techniques of Celestial Mechanics. Springer-Verlag, UK, 1995, ISBN 3-540-58782-9.
- Dmitry V. Brumberg, V. A. Brumberg: Derivative of Kaula’s inclination function. In Celestial Mechanics and Dynamical Astronomy (1995), Springer, Netherlands, ISSN 0923-2958.
- V. A. Brumberg, Eugene V. Brumberg: Celestial Dynamics at High Eccentricities. Advances in Astronomy and Astrophysics (1999), Gordon & Breach Science Publishers, UK, ISBN 9056992120.
- Georgi A. Krasinsky, V.A. Brumberg: Secular Increase of Astronomical Unit from Analysis of the Major Planet Motions, and its Interpretation. In: Celestial Mechanics and Dynamical Astronomy 90 (2004), S. 267–288 (PDF; 206 kB).